# Tom Belsø
Tom Belsø (Søborg, 27 agosto 1942 – Rushden, 11 gennaio 2020) è stato un pilota automobilistico danese, il primo del suo paese a prendere parte al Campionato mondiale di Formula 1.

## Carriera

### Gli inizi
Belsø iniziò negli anni '60 la sua carriera nel ruolo di meccanico. Un giorno, però, ebbe la possibilità di guidare in una gara una Volvo da lui stesso messa a punto e riuscì a vincere. A quel punto si dedicò a gare con vetture sport, ottenendo ottimi risultati nei campionati scandinavi.
Nel 1970 decise quindi di passare alle monoposto e disputò il campionato di Formula Ford 1600 e l'anno seguente quello di Formula Atlantic britannica, concludendolo al terzo posto. Vista l'età avanzata, però, era ritenuto difficile che potesse ambire a disputare campionati nelle formule maggiori dell'automobilismo. Passò dunque alla Formula 2 nel 1972, saltando il passaggio in Formula 3, ed ottenne il quarto posto nel Gran Premio d'Albi. La stagione fu però travagliata, sia a seguito di varie rotture meccaniche che dello scarso budget a disposizione, che costrinse il pilota danese e saltare alcune corse.
Nel 1973 corse con una Lola in Formula 5000 e, nonostante la scarsa competitività del mezzo, riuscì ad ottenere discreti risultati, terminando il campionato al sesto posto. Nello stesso anno venne iscritto in Formula 1 dalla Iso-Marlboro nel Gran Premio di Svezia, ma non poté prendervi parte per il mancato arrivo dello sponsor. Prese parte anche ad alcune gare non ufficiali, tra cui la Race of Champions, che concluse al settimo posto. Belsø rimase in Formula 5000 anche nel 1974, ottenendo la sua prima vittoria e concludendo ottavo in classifica.

### Formula 1
Nel 1974 riuscì, però, a partecipare a quattro gare di campionato, correndo per la Iso, il team di Frank Williams. Alla prima gara, in Sud Africa, su un circuito che non conosceva, si piazzò ventisettesimo nelle qualificazioni, ma in gara fu costretto subito al ritiro a causa di un guasto alla frizione. Dopo aver fallito la qualificazione in Spagna, colse il suo miglior risultato di sempre in Svezia, giungendo ottavo. Ebbe poi la possibilità di disputare solamente un'altra gara, il Gran Premio di Gran Bretagna, ma fallì la qualificazione e terminò così anche la sua carriera in Formula 1.

#### Risultati completi
| 1973 | Scuderia    | Vettura |  |  |  |  |  |  |    |  |  |  |  |  |  |  |  | Punti | Pos. |
| ---- | ----------- | ------- |  |  |  |  |  |  | -- |  |  |  |  |  |  |  |  | ----- | ---- |
| 1973 | Iso Rivolta | IR      |  |  |  |  |  |  | NP |  |  |  |  |  |  |  |  | 0     |      |

| 1974 | Scuderia     | Vettura |  |  |     |    |  |  |   |  |  |    |  |  |  |  |  | Punti | Pos. |
| ---- | ------------ | ------- |  |  | --- | -- |  |  | - |  |  | -- |  |  |  |  |  | ----- | ---- |
| 1974 | Iso Marlboro | FW      |  |  | Rit | NQ |  |  | 8 |  |  | NQ |  |  |  |  |  | 0     |      |

| Legenda | 1º posto     | 2º posto | 3º posto    | A punti         | Senza punti/Non class.  | Grassetto – Pole position Corsivo – Giro più veloce |
| Legenda | Squalificato | Ritirato | Non partito | Non qualificato | Solo prove/Terzo pilota | Grassetto – Pole position Corsivo – Giro più veloce |

### Dopo la Formula 1
Continuò la carriera in Formula 5000, partecipando anche alla Race of Champions 1975.